# Жаба-водоніс їстівна
Жаба-водоніс їстівна (Pyxicephalus edulis) — вид земноводних з роду Жаба-водоніс родини Pyxicephalidae.

## Опис
Загальна довжина сягає 8—12, іноді 15 см. Спостерігається статевий диморфізм: самці більші за самиць. Має масивний тулуб, що переходить у голову без вираженого шийного перехоплення. Рот дуже великий. На спині і з боків розташовуються поздовжні складки шкіри різної довжини. Шкіра горбиста на спині і боках, гладенька на череві.
Забарвлення верхньої сторони тіла коливається від яскраво-зеленого до бурого, іноді з темними плямами або світлою смугою по хребту. Низ білуватий або кремовий, іноді з темними плямами на горлі. На внутрішній стороні стегон і під пахвами можуть бути яскраві помаранчево-червоні плями.

## Спосіб життя
Полюбляє сухі та вологі савани, сезонно вологі або затоплені луки, болота, прісноводні озера та болота, ріллі, луки, ставки, канали, канави, штучні карсти. Живиться безхребетними, дрібними гризунами, невеличкими плачунами та земноводними.
Парування починається у сезон дощів. Самиця відкладає 2000—3000 яєць. пуголовки з'являються через 2 дні. Метаморфоз триває до 2 тижнів.
Цю жабу місцеві мешканці вживають в їжу.

## Розповсюдження
Мешкає у Беніні, Ботсвані, Камеруні, Гамбії, Кенії, Малаві, Мавританії, Мозамбіку, Нігерії, Сенегалі, Сомалі, Есватіні, Танзанії, Замбії, Зімбабве. Рідко трапляється в Буркіна-Фасо, Чаді, Кот-д'Івуарі, Гані, Гвінеї, Малі, Намібії, Уганді, Центральноафриканській Республіці, Демократичній Республіці Конго, Південному Судані, Того.